# Trait picard
Le trait picard est une population ou une race de chevaux de trait lourd, originaire de Picardie. Son statut de race séparée est controversé ; si les noms de « trait picard » et de « race picarde » sont employés par des hippologues, cette population appartient plus vraisemblablement à la race du Flamand. Le trait picard est un cheval très lourd, à la peau épaisse, généralement gris. Il se raréfie dans les années 1860, et disparaît face à la concurrence d'autres races plus réputées, en particulier du Boulonnais.

## Histoire

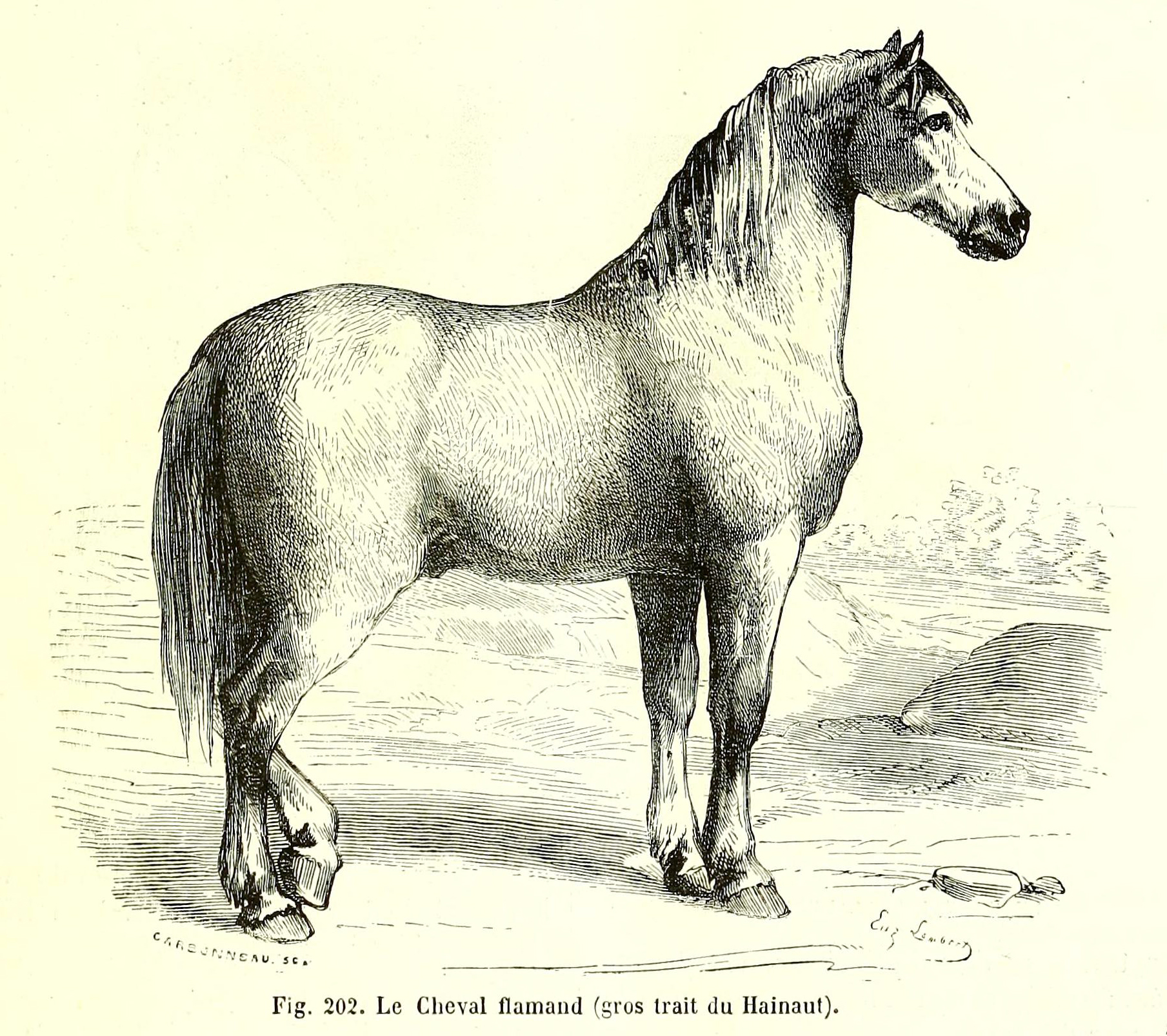
Cheval Flamand sur une gravure d'Alfred Edmund Brehm, en 1869.

Le statut de race du trait picard est controversé, André Sanson précisant que dans les années 1860, l'assèchement des marais de la vallée de la Somme a entraîné le remplacement de la race flamande, qui avait fait souche dans la région, par le Boulonnais ; d'après lui : « il n'y a point de race picarde [...] Nous parlons donc ici de la race picarde, admise par 
les hippologues, à la seule fin d'établir qu'elle n'existe pas en réalité. Il y a encore en Picardie des chevaux et des juments de la race flamande, auxquels la race boulonnaise dispute un terrain qu'elle aura bientôt conquis en les expulsant. C'est l'affaire du progrès agricole, très actif en ce pays ». En revanche, l'historien du monde rural Marcel Mavré le classe comme une race séparée.
Les chevaux élevés en Picardie étaient surnommés, dans le commerce, les « chevaux du mauvais pays », pour souligner leurs défauts de lourdeur par comparaison aux Cauchois, plus légers, surnommés les « chevaux du bon pays »,. D'après Eugène Gayot, cette distinction tombe en désuétude avant les années 1860. Il note également que les races du Boulonnais, du Trait picard et du Cauchois tendent à se confondre.
D'après le zootechnicien Paul Diffloth, le trait picard a été refoulé par d'autres races, notamment le Boulonnais, l'Ardennais, et le Percheron. Dans l'Aisne, ces croisements lui font perdre tout caractère propre.

## Description
Le modèle est celui du Flamand, bien que plus réduit de taille. Cependant, le trait picard est aussi considéré, par certains hippologues, comme une variété du Boulonnais.
Très volumineux, le trait picard est décrit par F. Joseph Cardini comme « le plus empâté, celui dont la peau est la plus épaisse et la robe la plus crépue ». Ses formes sont plus lourdes que celles du Cauchois. Sa tête est longue et étroite, son épaule est parfois plate et remontée, la croupe est courte et avalée.
La robe est généralement grise.
Le trait picard est habituellement nourri avec une grande quantité de foin, même celui de prairies artificielles. D'après Paul Diffloth, le climat froid et humide de la Picardie conviendrait peu à l'élevage équin, en raison d'un manque de qualité du fourrage.
Malgré leur masse, ces chevaux sont quelquefois capables de travailler au trot.

## Utilisations
Ce cheval de trait était mis précocement aux travaux des champs, en particulier chez les agriculteurs des environs de Soissons, Château-Thierry, Péronne, Beauvais et Senlis. Les jeunes chevaux sont souvent vendus dans le commerce à l'âge de 4 ou 5 ans. La race est surtout utilisée aux plus gros roulages, tels que ceux des meuniers.
Historiquement, certains poulains picards de robe grise étaient envoyés dans le Perche, puis re-vendus sous le nom de « chevaux perchisés ».

## Diffusion de l'élevage
D'après Diffloth, la race picarde était localisée « sur la zone littorale du Pas-de-Calais, de la Somme, jusqu'à la Seine-Inférieure, et dans l'Aisne ». Les meilleurs sujets se trouvaient, toujours d'après lui, dans les environs de Compiègne, de Vervins et de Laon.